# Reggie Lewis
Reginald C. Lewis, detto Reggie (Baltimora, 21 novembre 1965 – Waltham, 27 luglio 1993), è stato un cestista statunitense, professionista nella NBA.

## High School e College
Nato a Baltimora, Lewis ha frequentato il liceo alla Dunbar High School, dove ha avuto come compagni altri futuri giocatori NBA come Muggsy Bogues, David Wingate e Reggie Williams. La stagione 1981-82 i suoi Dunbar Poets finiscono con un record di 29-0 e l'anno successivo chiudono 31-0 venendo classificati al primo posto nazionale nel ranking stilato da USA Today. Lewis è passato poi alla Northeastern University di Boston. Il suo numero è stato ritirato e appeso alla Matthews Arena.

## L'approdo nella NBA
Dichiaratosi eleggibile per il Draft NBA del 1987, fu scelto al primo giro dai Boston Celtics, alla 22° chiamata. La squadra, pur essendo stata finalista nella stagione precedente, inizio' a preoccuparsi dell'invecchiamento e dei problemi fisici delle sue tre stelle principali Larry Bird, Kevin McHale e Robert Parish, vide in Lewis un possibile giovane talento capace di raccogliere la loro eredita', soprattutto dopo la tragica morte di Len Bias avvenuta pochi giorni dopo il draft dell'anno prima. 
In carriera ha segnato una media di 17,6 punti a gara da professionista, nelle ultime due stagioni ai Celtics è arrivato ad una media di 20,8 punti. La maglia numero 35 è stata ritirata in sua memoria dopo l'improvvisa scomparsa a soli 27 anni. Oltre a lui solo Ed Macauley ha avuto il suo numero ritirato senza aver vinto il titolo NBA con  Boston.
Ha partecipato una volta all'All-Star Game ad Orlando, Florida nel 1992. In quindici minuti giocati ha segnato sette punti e catturato quattro rimbalzi.
Durante la preparazione nell'off-season del 1993 alla Brandeis University di Waltham, Massachusetts, è stato stroncato da un attacco cardiaco all'età di 27 anni. Nei mesi precedenti aveva già avuto dei problemi cardiaci, compreso un collasso durante una partita di play-off con gli Charlotte Hornets, e la causa della sua morte è stata in seguito attribuita ad una cardiomiopatia ipertrofica.
Dopo la sua morte è stato aperto a Roxbury, Massachusetts il Reggie Lewis Track and Athletic Center. Il centro è stato finanziato parzialmente da Lewis e spesso ospita importanti gare di atletica oltre agli incontri casalinghi di pallacanestro del Roxbury Community College.

## Statistiche

### College
| Anno      | Squadra            | PG  | PT | MP   | TC%  | 3P%  | TL%  | RP  | AP  | PRP | SP  | PP   |
| --------- | ------------------ | --- | -- | ---- | ---- | ---- | ---- | --- | --- | --- | --- | ---- |
| 1983-1984 | Northeast. Huskies | 32  | -  | 32,2 | 52,8 | -    | 68,8 | 6,2 | 1,5 | 1,2 | 0,8 | 17,8 |
| 1984-1985 | Northeast. Huskies | 31  | 31 | 34,9 | 50,3 | -    | 74,6 | 7,8 | 1,8 | 2,0 | 1,0 | 24,1 |
| 1985-1986 | Northeast. Huskies | 30  | -  | 37,3 | 47,4 | -    | 80,3 | 9,3 | 2,2 | 2,8 | 2,1 | 23,8 |
| 1986-1987 | Northeast. Huskies | 29  | -  | 33,0 | 48,9 | 33,0 | 76,1 | 8,5 | 1,5 | 1,5 | 1,3 | 23,3 |
| Carriera  | Carriera           | 122 | 31 | 34,3 | 49,7 | 33,0 | 75,6 | 7,9 | 1,7 | 1,9 | 1,3 | 22,2 |

### NBA

#### Regular Season
| Anno      | Squadra        | PG  | PT  | MP   | TC%  | 3P%  | TL%  | RP  | AP  | PRP | SP  | PP   |
| --------- | -------------- | --- | --- | ---- | ---- | ---- | ---- | --- | --- | --- | --- | ---- |
| 1987-1988 | Boston Celtics | 49  | 0   | 8,3  | 46,6 | 0,0  | 70,2 | 1,3 | 0,5 | 0,3 | 0,3 | 4,5  |
| 1988-1989 | Boston Celtics | 81  | 57  | 32,8 | 48,6 | 13,6 | 78,7 | 4,7 | 2,7 | 1,5 | 0,9 | 18,5 |
| 1989-1990 | Boston Celtics | 79  | 54  | 31,9 | 49,6 | 26,7 | 80,8 | 4,4 | 2,8 | 1,1 | 0,8 | 17,0 |
| 1990-1991 | Boston Celtics | 79  | 79  | 36,4 | 49,1 | 7,7  | 82,6 | 5,2 | 2,5 | 1,2 | 1,1 | 18,7 |
| 1991-1992 | Boston Celtics | 82  | 82  | 37,4 | 50,3 | 23,8 | 85,1 | 4,8 | 2,3 | 1,5 | 1,3 | 20,8 |
| 1992-1993 | Boston Celtics | 80  | 80  | 39,3 | 47,0 | 23,3 | 86,7 | 4,3 | 3,7 | 1,5 | 1,0 | 20,8 |
| Carriera  | Carriera       | 450 | 352 | 32,6 | 48,8 | 20,0 | 82,4 | 4,3 | 2,6 | 1,3 | 0,9 | 17,6 |

#### Playoffs
| Anno     | Squadra        | PG | PT | MP   | TC%  | 3P%  | TL%  | RP  | AP  | PRP | SP  | PP   |
| -------- | -------------- | -- | -- | ---- | ---- | ---- | ---- | --- | --- | --- | --- | ---- |
| 1988     | Boston Celtics | 12 | 0  | 5,8  | 38,2 | 0,0  | 60,0 | 1,3 | 0,3 | 0,3 | 0,2 | 2,4  |
| 1989     | Boston Celtics | 3  | 3  | 41,7 | 47,3 | 0,0  | 69,2 | 7,0 | 3,7 | 1,7 | 0,0 | 20,3 |
| 1990     | Boston Celtics | 5  | 5  | 40,0 | 59,7 | 0,0  | 77,1 | 5,0 | 4,4 | 1,4 | 0,4 | 20,2 |
| 1991     | Boston Celtics | 11 | 11 | 42,0 | 48,7 | 0,0  | 82,4 | 6,2 | 2,9 | 1,1 | 0,5 | 22,4 |
| 1992     | Boston Celtics | 10 | 10 | 40,8 | 52,8 | 33,3 | 76,2 | 4,3 | 3,9 | 2,4 | 0,8 | 28,0 |
| 1993     | Boston Celtics | 1  | 1  | 13,0 | 63,6 | 0,0  | 75,0 | 2,0 | 1,0 | 0,0 | 1,0 | 17,0 |
| Carriera | Carriera       | 42 | 30 | 30,4 | 51,0 | 13,3 | 77,7 | 4,2 | 2,6 | 1,2 | 0,5 | 17,5 |

## Palmarès
- NBA All-Star (1992)